# 苻生
苻 生（ふ せい）は、五胡十六国時代の前秦の第2代皇帝。字は長生。元の姓は蒲といった。略陽郡臨渭県（現在の甘粛省天水市秦安県の東南）出身の氐族で、初代皇帝苻健の三男である。母は強氏（明徳皇后）。

## 生涯

### 幼少期
蒲生（後の苻生）は幼い頃から無法な行いを繰り返しており、祖父の蒲洪（後の苻洪）からは強く忌み嫌われていた。
生まれた頃から隻眼であり、彼が幼少の頃に蒲洪はふざけて侍者へ「片目の子は片方からしか涙を流さないと聞いているが、まことかね？」と問うと、侍者はこれに同意した。蒲生はこれに怒り、佩刀を用いて自らを刺して流血させ「これもまさか涙と言うのですかな」と言い放った。蒲洪はこれに大いに驚き、蒲生を鞭打った。蒲生は「生来、刀刺を恐れた事などありませんが、鞭打ちは我慢なりませんな」と言うと、蒲洪は「汝が行動を改めなかったならば、我は汝を奴隷に落とそう」と言った。だが、蒲生は「まさか（奴隷から皇帝に成りあがった）石勒には及びますまい」と反論したので、蒲洪は驚いて素足のままで蒲生の口を塞ぎ、蒲健（後の苻健）へ「この子は非常に残暴であり、すぐに除くべきだ。さもなくば、必ずや家人を損なう事になる」と言った。これにより、蒲健は蒲生を殺そうと考えたが、叔父の蒲雄（後の苻雄）が「子供は成長すると自然に改めるものです。どうしてこのような事をする必要があるのです！」と諫めたので、蒲健は思い止まったという。

### 苻健の時代
成長すると、千鈞を挙げる力を持ち、勇猛にして威武を有していた。素手で猛獣と格闘し、奔馬には走って追いつき、剣戟や騎射の腕は当代で並ぶ者がいなかった。だが、その性格は凶暴で殺戮を好み、また大酒を飲んだ。
350年1月、蒲洪が大都督・大将軍・大単于・三秦王を自称し、自らの姓を苻に改めると、蒲生もまた苻生と名を改めた。
351年1月、苻健が天王・大単于の位に即くと、苻生は淮南公に封じられた（前秦の成立）。352年1月、苻健が帝位に即くと、淮南王に進封された。
354年3月、東晋の征西大将軍桓温が前秦へ襲来し、上洛・青泥を陥落させた。苻生は皇太子苻萇・丞相苻雄・衛大将軍苻菁・北平公苻碩らと共に迎撃を命じられ、5万の兵を率いて嶢柳・愁思堆に駐屯した。4月、藍田において桓温と交戦となると、苻生は自ら陣頭に立って敵陣へ突入し、10数回出入りして敵旗を奪い取り、将軍応誕・劉泓を始め10数人の武将を討ち取って1000人を殺傷した。だが、桓温もまた兵を率いて力戦したので、最終的に前秦軍は大敗を喫した。桓温は各地で転戦しながら前進し、遂に長安の東面にある灞上まで到達した。三輔の郡県は尽く桓温に降った。苻生らは長安城南へ後退して守備を固め、桓温の侵攻を阻んだ。6月、桓温は兵糧不足により撤退を開始すると、苻生らは桓温を追撃し、潼関において幾度も破り、数万を討ち取った。
7月、桓温撃退の功績により、苻生は中軍大将軍に任じられた。
10月、皇太子苻萇は桓温との戦いで矢傷を負い、それが原因で亡くなった。355年4月、新たに太子を立てる事となると。母の強皇后は晋王苻柳（苻生の弟）を皇太子に立てる事を望んだが、苻健は讖文に「三羊五眼」の一節があったとして、苻生を皇太子に立てた（三頭の羊に眼は五つという事は、眼が一つ失われている。また、苻生は三男であった）。
6月、苻健が病床に伏せるようになると、苻菁は兵を率いて東宮に入り、苻生を殺して自立を図ろうとした。この時、苻生は西宮において看病に当たっていたので、苻菁は既に苻健が死んだものと考え、東掖門を攻撃した。だが、苻健が姿を現すと、苻菁の兵は逃散した。苻健は苻菁を捕らえて処刑した。
苻健は病が篤くなると、重臣の太師・録尚書事魚遵・丞相雷弱児・太傅毛貴・司空王堕・尚書令梁楞・僕射梁安・太保段純・右司馬辛牢らを呼び寄せ、苻生を輔政するよう遺詔した。また、苻生が凶虐であった事から家業が保てないのではないかと憂え、苻生へ向けて「六夷（胡）の酋師や大臣の中で、もし汝の命に従わぬ者がいれば、少しずつ除いていくように」と言い残した。数日すると苻健は亡くなった。苻生は苻健を景明皇帝と諡し、廟号を高祖とした。

### 粛清を連発
苻生は帝位に即くと、領内に大赦を下し、寿光と改元した。群臣が「越年せずに改元するのは、礼に適っておりません」と上奏すると（古礼では世子が即位した際、年を越してから改元するのが慣例であった）、苻生は激怒して上奏の発案者を探し出し、段純だと分かると捕らえて処刑した。
7月、母の強氏を皇太后に、妻の梁氏を皇后に立てた。また、苻生の寵臣である趙韶を右僕射に、趙誨を中護軍に、董栄を尚書に任じた。その他の百官についても、勲功によって格差をつけて各々任じた。趙韶・董栄らは奸佞な人物であり、大いに朝政を乱したという。
8月、苻生がかねてより信任していた衛大将軍苻黄眉を広平王に封じ、前将軍苻飛を新興王に封じた。また、呂婆楼を侍中・左大将軍に任じ、苻安を太尉に任じ、苻柳を征東大将軍・并州牧に任じて蒲坂を鎮守させ、苻廋を鎮東大将軍・豫州牧に任じて陝城を鎮守させた。
同月、中書監胡文・中書令王魚が「近頃、頻繁に大角に孛星（彗星）が到来し、熒惑（火星）が東井に入っております。大角とは帝座を指し、東井は秦の領域です。占ってみましたところ、3年を経ずに国に大喪があり、大臣が殺戮されると出ました。願わくば、陛下は遠く周文（周の文王）を追い、徳を修めてこれを祓い、群臣を慈しみ、康哉（皋陶の詞の一節。『書経』の益稷に記載がある。君が明るく・臣が良ければ諸事は安寧するという意味）の美を成していただけますよう」と述べると、苻生は「皇后と朕が天下に臨めば大喪の変を塞ぐに十分である。毛太傅（毛貴）、梁車騎（梁楞）、梁僕射（梁安）は輔政の遺詔を受けているから、大臣とは彼らの事であろうな」と述べた。9月、梁皇后・毛貴・梁楞・梁安を処刑した。
趙韶・趙誨の親戚であった洛州刺史趙倶は尚書令に任じられたが、病を理由に固く辞した。彼は趙韶らが政治を乱す様を見て一族の滅亡を予見し、憂いのあまり亡くなった。
11月、辛牢を尚書令に、趙韶を左僕射に、董栄を右僕射に、趙誨を司隷校尉に任じた。
丞相雷弱児は苻生に対してしばしば厳しい諫言を行っており、また趙韶・董栄らが政治を乱している事を朝政において公言していた。12月、趙韶らはこれに恨みを抱き、苻生に雷弱児の事を讒言した。これにより、雷弱児は9人の子と27人の孫とと共に誅殺された。雷弱児が誅殺されたことにより諸々の羌族は離心を抱き（雷弱児はもともと羌族酋長であった）、離反する者が相次ぐようになったという。
司空王堕もまた朝政を腐敗させていた董栄・侍中強国らを憎んでおり、朝見の際には一言も話さなかった。その為、董栄らより恨まれる事となった。356年1月、天変が発生するようになると、董栄・強国は苻生へ「今、天譴が起こっております。貴臣（高官）の責任は甚だ重いといえます」と述べた。苻生は「貴臣は大司馬（苻安）と司空（王堕）しかおらぬぞ」と問うと、董栄らは「大司馬は皇族ですから罪を加えるわけにはいきますまい」と答えた。これにより、苻生は王堕を捕らえて誅殺した。
洛州刺史杜郁は王堕の外甥であり、かねてより趙韶と折り合いが悪かった。趙韶は苻生へ彼の事を讒言し、杜郁は東晋と内通したとの理由で処刑された。
同月、苻生は群臣と共に太極殿において宴会を開き、辛牢が酒監となった。宴もたけなわとなると、音楽が奏でられ、苻生自ら歌を詠み、場を楽しませた。だが、苻生は辛牢が酒を飲んでいないのを見ると「酒が進んでいない者がどうしてこの席に座っているか！」と怒り、辛牢を射殺した。群臣は震え上がり、先を争って酒を限界まで飲み、服を汚して冠を落とした。みな疲れ切って倒れると、苻生はこれに満足した。
2月、苻生は前涼君主張祚が殺害され、後を継いだ張玄靚がまだ幼いと聞き、征東将軍苻柳・参軍閻負・梁殊を姑臧に派遣し、書を以て降伏するよう説いた。張玄靚を補佐する涼州牧張瓘は大いに恐れ、張玄靚に使者を派遣して称藩するよう上奏した。張玄靚からの使者が到着すると、苻生は張玄靚らが称していた官爵をそのまま授けた。
同月、前燕皇帝慕容儁が配下の慕輿長卿らに兵七千を与え、軹関より攻め寄せると、幽州刺史強哲は裴氏堡で迎え撃った。この侵攻を知った苻生は鄧羌を救援に差し向けた。鄧羌は敵軍と裴氏堡の南で戦闘を繰り広げ、これを大破させた。この戦いで慕輿長卿を討ち取り、2千7百を超える首級を挙げた。また、東晋の将軍劉度が盧氏において青州刺史王朗を攻撃すると、苻生は苻飛に迎撃させたが、苻飛が到達する前に劉度は撤退した。
3月、苻生は三輔の民を徴発し、渭橋を修築させた。金紫光禄大夫程肱は農事の妨げになるとして諫めると、苻生は彼を処刑した。
356年4月、長安で大風が吹き、家屋や樹木が引き抜かれ、通行人も飛ばされた。宮中は騒然となり、ある者が賊が忍び込んだと称すると、宮門は5日間閉鎖された。苻生は賊を見つけたら心臓を抉り取ると布告すると、母方の叔父である左光禄大夫強平は「天が災異を降したのです。陛下は民を愛し神を敬うべきであり、刑を緩めて徳を崇める事でこれに応じるのです。そうすれば従う事が出来るでしょう」と述べ、さらに言葉を尽くして苻生の振る舞いを厳しく諫めた。苻生はこれに激怒し、妖言をなしたとして処刑しようとすると、強平は皇太后の弟だった事から、苻黄眉・苻飛・鄧羌らは叩頭して固く諫めたが、聞き入れられなかった。強平は頭に鑿で穴を開けられ、殺害された。また、苻黄眉を馮翊太守に、苻飛を扶風郡太守に、鄧羌を咸陽郡太守にそれぞれ左遷したが、その武勇を惜しんで殺害しなかった。
5月、生母の強太后は憂いの余り亡くなった。明徳と諡した。
6月、苻生はあまりにも諫言の数が多いので、下詔して「朕は皇天の命を受け、祖宗の業を継ぎ、万邦に君臨し、百姓を子の如く育てた。なんら不善はないのに、誹謗の声が天下に溢れかえっている。殺した数は千人も見たぬのに、刑虐といっている。もし峻刑極罰で当たったらば、朕の事を何というのか！」と述べた。
去年の春より、潼関の西から長安へ至るまで虎狼による被害が多発していた。昼は街道に溢れ、夜は家屋を襲い、家畜を襲わずにただ人間を喰らい、700人余りがその被害にあった。百姓はこれに苦しみ、1か所に寄り添って邑居を形成したが、被害は悪化する一方であった。遂には農業・養蚕を放棄してしまい、内外は震え上がった。7月、群臣はこの災禍を払うよう上奏したが、苻生は「野獣が飢えて人を食っているが、満ち足りたら自ずと止むであろう。連年の煩いとはなりえぬ。それに、どうして天が群生（民）を子愛せず、年々に渡って罰を降そうか。百姓の犯罪が止まないので、朕が専殺して刑教を施すのを助けてくれているに過ぎない。犯罪が無くなるのであれば、どうして天を恨んで人を咎めようか！」と述べ、取り合わなかった。
8月、羌族酋長姚襄が平陽に至ると、前秦の并州刺史尹赤は兵を率いて姚襄に帰順した。こうして姚襄は平陽を支配下に入れ、襄陵に拠った。前秦の大将軍・冀州牧張平が平陽を攻めると、姚襄はこれに敗れたが、張平と義兄弟の契りを交わし、各々兵を収めた。
10月、苻生は夜に棗を多く食し、朝になると体調を崩したので、太医令程延を呼び寄せて診断させた。程延は「陛下はどこも悪くありません。ただ棗を多ベ過ぎただけですね」と答えると、苻生は怒って「汝は聖人でもないのに、どうして我が棗を食べたと思うか！」と言い、これを斬った。
同年、仇池において内乱が起こり、君主楊国が叔父の楊俊に殺害されると、子の楊安は前秦へ亡命した。
357年2月、ある官吏が「太白（金星）が東井を犯しております。東井は秦の領域であり、太白は罰星であります。これは必ずや京師で暴兵が起きる事の前触れです」と上奏したが、苻生は「星が井に入ったのは、単に渇きを癒したかったからだろう。どうして怪しむ事がある！」と意に介さなかった。
4月、関中攻略を目論んでいた姚襄が軍を進めて杏城に駐屯し、従兄の輔国将軍姚蘭を遣わして敷城を攻撃し、さらにその兄である曜武将軍姚益・左将軍王欽盧を遣わして北地にいる羌の諸部族を招集させた。 諸部族は皆この呼び掛けに応じ、5万戸余りが付き従い、集まった兵は2万7千を数えた。将軍苻飛龍は姚蘭を攻撃し、これを捕らえた。姚襄は進んで黄落に拠点を構えた。
苻生は苻黄眉・苻堅・鄧羌に歩兵騎兵合わせて1万5千を与え、姚襄討伐に向かわせた。これに対して姚襄は、堀を深く塁を高くして守りを固め、軍を進めようとはしなかった。
5月、鄧羌は騎兵3千を率い、塁門に迫る形で布陣した。姚襄は怒り、全軍を挙げて撃って出た。鄧羌は相手に優勢に立っていると思わせるように軍を退き、姚襄軍を本陣から遠く引き離させた。姚襄はまんまとこの偽退却に引っ掛かり、追撃を続けて三原にまで至ったが、ここで鄧羌は騎兵を反転させ、敵軍に突撃を開始した。これを合図に、苻黄眉と苻堅が率いる本隊が姿を現し、大規模な戦闘となった。乱戦の最中で姚襄は斬り殺された。これによって、敵軍は戦意を失い降伏した。弟の姚萇は敗残兵を纏め上げると、苻生に降伏した。姚襄は父である姚弋仲の棺を軍中に置いていたが、苻生は王の礼をもって姚弋仲を葬り、また公の礼をもって姚襄を葬った。
苻黄眉は長安に帰還したが、苻生はこれを一切賞さず、逆に幾度も衆人の目前で苻黄眉を侮辱した。苻黄眉はこれに激怒し、苻生を殺害して自立しようと謀ったが、事前に露見してしまい、誅殺された。多数の王公・親戚が連座により殺された。
同月、苻生は巨大な魚が蒲を食べる夢を見たが、苻氏は元々の姓が蒲であった事から気分を害した。また、この時期に長安では歌謡が流行り「東海の大魚は龍と化す。男はみな王となり、女はみな公となる。洛門東の所在はいずこか問う」というものであった。東海は苻堅の封地であり、彼は龍驤将軍であり、洛門の東に邸宅があった。だが、苻生は苻堅を指しているものと気づかず、夢で見た内容と結び付け、大魚とは太師魚遵の事だと決めつけ、魚遵をその7人の子・10人の孫と共に誅殺した。また、ある時に「百里空城を望み、鬱鬱としてどうして青青たるか。瞎児（目の見えない子）は法を知らず、仰いでも天星は見えず」という歌謡が流行ると、苻生は多数の空城を破壊して、これを祓わんとした。
金紫光禄大夫牛夷は禍が及ぶのを恐れ、荊州の豊陽川へ赴任するよう求めたが、苻生は「卿は忠粛にして篤敬である。朕の左右に控えるべきだ。どうして外鎮とする理があろうか」と述べ、中軍将軍に任じた。その後に引見すると、苻生は「牛は大人しく落ち着きがあり、よく車子を牽く事が出来るという。素早い足は無くとも、百石を背負ってお互く事が出来るという事だな」と述べると、牛夷は「大車を服すとはいえども、未だ峻壁を経験しておりません。願わくば一度重載を試し、勲功・実績を知っていただきますよう」と述べた。苻生は笑って「どうしてそのように逸るのだ。公は荷が軽いのが嫌ではないのかね。朕はまさに魚公の爵位を公に与えようと思っている」と言った。牛夷はこれに益々恐れ、自宅に帰ると自殺してしまった。

### 最期
6月、太史令康権は苻生へ「昨夜、三つの月が並び出で、孛星が太微に入り、東井に連なりました。また、先月上旬より、曇天のまま雨が降らず、今に至っております。これは下人が謀上の禍をなしていると思われます。陛下が徳を修め、これを消す事を深く願います」と述べた。苻生は怒り、妖言を為した事をもって康権を撲殺した。
苻生はある夜、侍婢へ「阿法（苻法）の兄弟も信用出来んな。明日にでもこれを除かん」と漏らした。この侍婢は清河王苻法へこの事を報告した。その為、苻法は特進梁平老・光禄大夫強汪らと壮士数百を率いて雲龍門から突入した。また、苻法の弟である苻堅は尚書呂婆楼と共に麾下の兵数百を率いて軍鼓を鳴らして進軍した。宿衛の将士はみな武器を捨てて苻堅に従った。この時、苻生はまだ酔い潰れて眠っていた。苻堅が兵を率いて現れると、苻生は驚愕して側近へ「この輩は何者か」と問うと、側近は「賊であります！」と答えた。苻生は彼らへ「なぜ拝謁しないか！」と叫ぶと、苻堅の兵はみな笑った。苻生はまた「どうしてすぐに拝さない。従わぬ者は斬り捨てるぞ！」と大声を挙げた。苻生は苻堅の兵により別室に連行され、越王に降格させられてから殺害された。苻生は死に望んでもなお数斗の酒を呑んでおり、前後不覚であったという。享年23、在位すること3年であった。厲と諡された。

## 人物・治世
苻生は先帝の服喪の期間であっても、遊び呆けて酒を飲み、少しも悪びれる様子が無かった。酒や遊びに夢中になると淫虐となり、非道にも殺戮を行った。また、いつも弓を構えたり剣を抜いて朝臣に見せたりしており、処刑に使う器具を左右に置いていた。
苻生は幼い頃より凶暴であったが、即位して以降その残虐性はますます酷くなった。また酒にも溺れ、昼夜関係無く飲み続けた。群臣は朔望（1日と15日）には朝廷に謁していたが、接見出来るのは稀であり、会えたとしても日が暮れてからであった。朝政に臨んでもいつも何かにつけて激怒し、殺戮を行った。場合によっては何ヶ月にも亘って酒に酔っぱらって朝廷に赴かず、奏上文を寝たまま決裁することもあった。その一方で、姦佞なる者の進言は聞き入れ、賞罰には基準などなかった。
寵愛する妻妾でも少しの過失で殺害され、屍は渭水へ投棄された。女官には男子と宮殿の前で裸交を命じる事もあった。死刑囚の顔の皮を剥いで歌舞をさせると、群臣を招いてその様子を見せ、これをもって喜び楽しむ事もあった。また、生きたまま牛・羊・驢馬の皮を剥ぎ、生きたまま鶏・豚・鵝を熱湯に投げ入れると、30から50を1纏めにして殿中に放つなどの奇行も行った。
宗室・旧臣・親戚・忠良の士は大半が殺害され、群臣は1日を過ごすことが、10年にも感じられた。王公で位にある者はみな病を理由に官職を辞し、帰郷を願い出た。人々は恐れ慄いたが、公然と非難出来なかったので、道路で出会えば互いに目でその不満を共有していた。
また、苻生は隻眼であったので『不足、不具、少、無、缺、傷、残、毀、偏、隻』と言う文字の使用を禁じ、これを犯した者は左右の側近でも処刑され、その数は記録出来ないほどであった。苻生が即位して幾ばくもしない内に、殺された人間は后妃・公卿以下僕隷に至るまでゆうに500人を越え、截脛（膝から下を斬り落とす）・拉脅（わき腹を圧し潰す）・鋸頸（頸を鋸で斬り落とす）・刳胎（胎児を抉り取る）の刑に処される者が相次いだ。治世の末年には、その数は千をはるかに越えたという。

## 逸話
- 将軍強懐は桓温との戦いで戦没したが、子の強延がまだ封じられない内に苻健が亡くなった。そのために、強懐の妻である樊氏は道端で直接苻生へ上書し、強懐の忠烈を論じ、子を封じるよう請うた。苻生は無礼な振る舞いに怒りを覚え、樊氏をその場で射殺した。
- 苻生は阿房宮に向かう途中、ある兄妹と出会い、非礼（性行為）を為すよう迫った。彼らが拒絶すると、苻生は怒って殺害した。
- ある時、群臣と咸陽の故城で酒宴を催したが、これに遅れてきた者は全て斬り殺したという。
- 苻生は左右の側近へ「我が天下に臨んでいることについて、汝は外からどのようにきいているかね」と問うと、側近は「聖明なる陛下が世を治めるおかげで、賞罰は明確となり、天下は太平を謳歌しております」と言うと、苻生は激怒して「汝は我に媚びを売るか！」と言い、斬り殺した。別の日、同じ質問をしたので、ある側近は「陛下の刑罰にはやや過ぎたるところがあります」と諫言すると、苻生はまた激怒して「汝が我を謗るのか！」 と言い、同じように斬り殺した。

## 洛陽伽藍記
洛陽伽藍記に「苻生は勇を好み酒を嗜んだとはいえ、仁にしてでたらめに人を殺すようなことはなかった。その統治を観るに凶暴とはいえないものであったのに、史書には天下の悪を全て帰している」という正反対の人物評が載っている。